# Aeropuerto de Tofino
El Aeropuerto de Tofino (del inglés: Tofino Airport) (IATA: YAZ, OACI: CYAZ) está ubicado a 6 MN (11 km; 6,9 mi) al sureste de Tofino, Columbia Británica, Canadá.
Este aeropuerto es usado por aeronaves de agua y de pequeña capacidad. La neblina costera es un fenómeno común en las mañanas de verano, complicando el acceso aéreo hasta que el clima se aclare.

## Aerolíneas y destinos
- Orca Airways
  - Vancouver / Aeropuerto Internacional de Vancouver